# Split Island, King George Bay
Split Island är en ö i territoriet Falklandsöarna (Storbritannien). Den ligger i den västra delen av landet, 200 km väster om huvudstaden Stanley. Arean är 2,8 kvadratkilometer.
Terrängen på Split Island är platt. Öns högsta punkt är 154 meter över havet. Den sträcker sig 2,3 kilometer i nord-sydlig riktning, och 2,9 kilometer i öst-västlig riktning.